# Список умерших в 1222 году

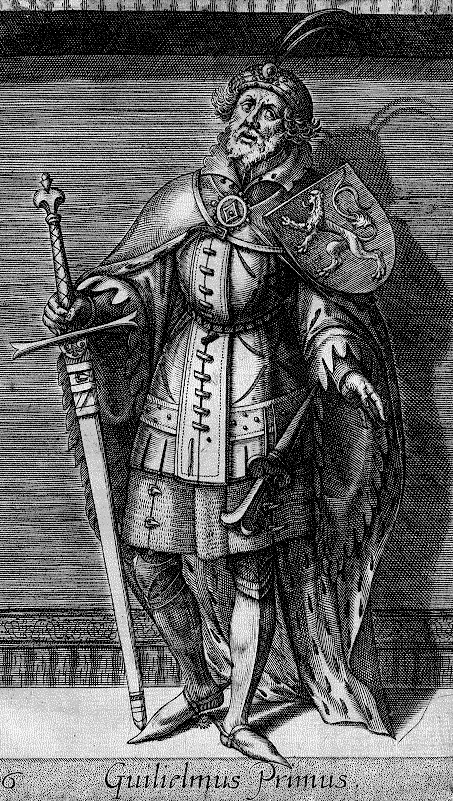
Виллем I

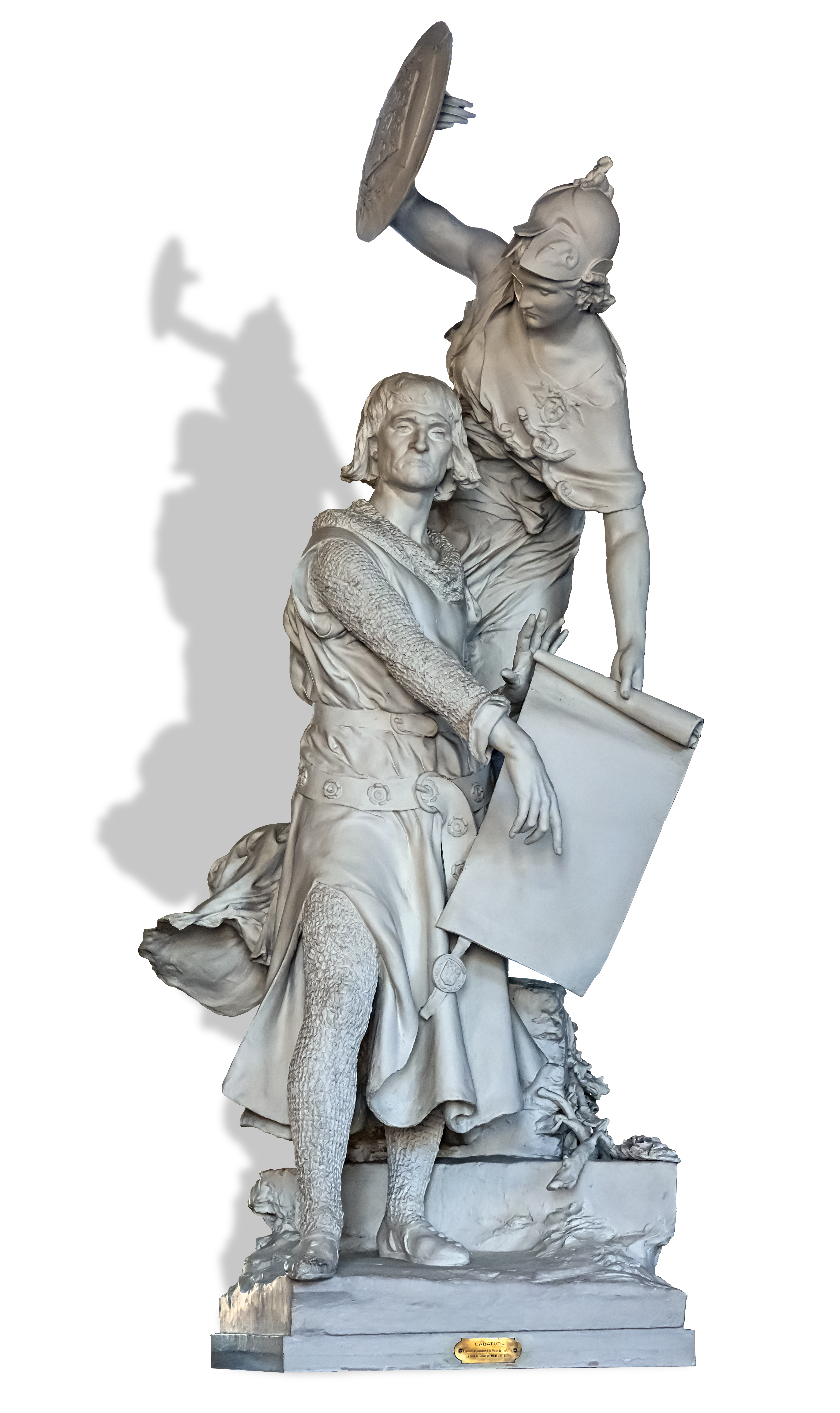
Раймунд VI Тулузский

В этой статье представлен список известных людей, умерших в 1222 году.
См. также: Категория:Умершие в 1222 году

## Январь
- 22 января
  - Уолтер II де Клиффорд — лорд Клиффорд (1190—1208)
  - Эрве IV де Донзи — сеньор де Донзи (1187—1222), граф Невера (1199—1222), граф Тоннера (1117—1222), граф Осера (1119—1222), участник пятого крестового похода и крестового похода против альбигойцев

## Февраль
- 1 февраля — Алексей I Великий Комнин — первый император Трапезундской империи (1204—1222), основатель династии Великих Комнинов.
- 4 февраля — Виллем I — граф Голландии (1203—1222)

## Март
- 10 марта — Юхан I — король Швеции (1216—1222)

## Июнь
- 3 июня — Пьер Корбийский — французский трувер и каноник.
- 23 июня — Констанция Арагонская — королева-консорт Венгрии (1198—1204), как жена Имре, королева-консорт Сицилии (1209—1222), королева-консорт Германии (1212/1215—1220), императрица-консорт Священной Римской империи (1220—1222) как жена Фридриха II.

## Июль
- 15 июля — Гильом де Рош, французский рыцарь, сеньор Сабле (по праву жены), сенешаль Анжу, Мэна и Турени.

## Август
- 2 августа — Раймунд VI Тулузский — граф Тулузы, герцог Нарбонны и маркиз Прованса (1194—1222)
- 12 августа — Владислав Йиндржих — князь Чехии (1197), маркграф Моравии (1192—1194, 1197—1222)

## Сентябрь
- 11 сентября — Адам Мелрозский[англ.] — епископ Кейтнесса (1213—1222), убит
- Ранульф Уорхэмский[англ.]	— епископ Чичестера (1217—1222)

## Ноябрь
- Эврар де Фюлуа[фр.] — епископ Амьена (1211—1222)

## Дата неизвестна или требует уточнения
- Абд аль-Вахид бен Аби Хафс — родоначальник династии Хафсидов (1207—1222)
- Брайс Дуглас[англ.] — епископ Морея (1203—1222).
- Генрих I, граф Родеза, виконт Карла.
- Генрих фон Морунген — немецкий средневековый поэт периода раннего миннезанга.
- Ги II — граф Оверни (1195—1222).
- Альдобрандино Каэтани, кардинал-епископ Сабины (1221—1223), кардинал-священник Санта-Сусанна (1219—1221), кардинал-дьякон Сант-Эустакьо (1216—1219).
- Мануил I Харитопул Сарантин — Константинопольский патриарх (1217—1222)
- Наджибаддин Самарканди — персидский врач
- Робер де Люзарш[фр.] — французский архитектор, первый архитектор Амьенского собора.
- Рукн ад-Дин Гурсанджти, хорезмийский царевич, сын хорезмшаха Мухаммеда.
- Шайх Муслихуддин, святой (авлия), старец (пир), богослов, сейид, мистик, суфийский шейх, правитель Ходжента (1137—1214), духовный покровитель города Ходжента.